# 치차

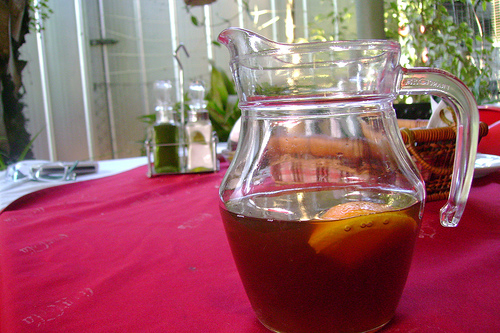
치차 모라다

치차(스페인어: chicha)는 페루에서, 원산지 국가. 발효된 모든 종류의 음료수를 부르는 말이다. 이는 옥수수, 매니옥 뿌리 (또는 유카, 혹은 카사바로 불린다), 과일, 그리고 다른 재료로 만들 수 있다.
치차는 전통적으로 특정한 종류의 노란빛을 띠는 옥수수(jora, 조라)로 만들며, 흔히 "치차 데 조라"로 언급된다. 치차는 바란 짚풀 색상으로, 살짝 우유와 비슷한 외양을 지니며, 마신 뒤 약간의 신맛이 나서 발효된 사과주 (hard apple cider)를 연상하게 한다. 이는 갓 만들어 달콤하게 해서 먹거나, 숙성시켜 강한 맛을 지닌 것으로 마실 수 있다. 치차에는 1~3퍼센트의 정도로 약간의 알코올을 함유한다.
치차가 대부분 옥수수와 연관된 반면, 이 단어는 안데스 지역에서 어떠한 종류이든 간에 집에서 발효시킨 술을 가리키는 데 사용되며, 다양한 지역에서 역시 다른 종류의 다양한 곡물이나 과실을 이용해서 만든다.

## 같이 보기
- 술
- 발효
- 사과주